# Ostrowicko
Ostrowicko (niem. Werder See, Wyspa, Jezioro z Wyspą, Ostrowicko Duże, Jezioro Głuche, Jezioro Wielkie) – jezioro w województwie lubuskim, w powiecie sulęcińskim, w gminie Sulęcin, na północny zachód od jezior Długie i Trzcinno. 

## Charakterystyka
Powierzchnia jeziora to 45,8 ha. Jezioro znajduje się na terenie wędrzyńskiego poligonu wojskowego i jest w dyspozycji MON.
Jezioro Ostrowicko to trzeci pod względem powierzchni, po Malczu Północnym i Busznie, zbiornik z grupy jezior poligonowych na terenie Poligonu Wędrzyn. Leży ono w północno-zachodniej części polodowcowej rynny jezior Malcz–Ostrowicko. Akwen posiada bardzo nieregularny kształt przypominający owal z trzema większymi zatokami. W części południowo-zachodniej głównego basenu położona jest wyspa, porośnięta ładnym lasem mieszanym. Od niej wzięła się potoczna, wędkarska nazwa jeziora - „Wyspa”. Wody jeziora Ostrowicko, podobnie jak pozostałych zbiorników poligonowych cechuje duża czystość. Dno akwenu jest piaszczyste, w wąskiej zatoce północno-wschodniej i w części południowej odłożyły się istotniejsze partie osadów mulistych, w tym gytii.